# Jan Kott
Jan Kott (Varsó, 1914. október 23. – Santa Monica, Kalifornia, 2001. december 23.) lengyel irodalomtörténész, kritikus, esszéíró.
Shakespeare-ről írott tanulmánykötete (Kortársunk, Shakespeare, 1965., magyarul Gondolat Könyvkiadó, 1970.), amely a világ legtöbb nyelvén megjelent, a modern drámaelemzés és színjátszás egyik alapművévé vált, gyökeresen változtatva meg a drámaíróhoz, és a színházhoz való addigi viszonyt.
„Kott ezzel a könyvével kiemelte Shakespeare-t és a Shakespeare-értelmezést több évszázados irodalomtörténeti zárványából, és a korpuszt visszaszínháziasította.” – P. Müller Péter
Kott szerint például a Szentivánéji álom Shakespeare legerotikusabb darabja. Kottot a gyakorlatba átültetve Peter Brook rendezésében „az éjszaka felszabadítja a legprimitívebb szexualitást: a fiatalok váltogathatják partnereiket, Titánia kiélheti perverz vágyait, Theseus pedig levezetheti gonosz féltékenységét. A reggel éles fénye azonban kíméletlenül megvilágítja azt, amit az éjszaka mély sötétje elrejtett.”
Kott Shakespeare-felfogásának erőteljes volt a hatása a huszadik század utolsó harmadának színjátszására, és például Franco Zeffirelli Rómeo és Júlia c. filmjén is kimutatható.

## Magyarul
- "Színház az egész világ..."; vál., ford., bev. Balogh Géza; Színháztudományi Intézet–NPI, Bp., 1968 (Korszerű színház)
- Kortársunk Shakespeare; ford. Kerényi Grácia; Gondolat, Bp., 1970
- A lehetetlen színház vége. Esszék; vál., szerk., jegyzetford. Király Nina, ford. Balogh Géza et al.; Országos Színháztörténeti Múzeum és Intézet, Bp., 1997
- Istenevők. Vázlatok a görög tragédiáról; ford. Fejér Irén; Európa, Bp., 1998